# Xindian

Situation du district dans Nouveau Taipei.

Xindian (chinois traditionnel : 新店區 ; pinyin : Xīndiàn) est un district de la ville de Nouveau Taipei, à Taïwan.

## Géographie
- Superficie : 120,22 km2
- Population : 295 673 habitants (octobre 2010)

## Gouvernement
Le Conseil de la sécurité des transports aériens (ASC) a son siège à Xindian.